# Островърха смръчкула
Островърхата смръчкула, наричана още конична пумпалка (Morchella conica), е вид ядлива гъба от семейство Morchellaceae. За пръв път е била описана от миколога Крисчън Хендрик Пърсун през 1818 г.

## Описание
Притежава цилиндрично-конична куха шапка, сраснала в долния си край с пънчето. Тя е тъмно сивокафява до почти черна с размери 3-5 × 2-3 cm. По нея има повърхностни килийки с различна дълбочина. Пънчето е кухо и цилиндрично, понякога задебелено в основата. На дължина достига до 2-5 cm, а диаметъра му е около 1-2 cm.

## Разпространение и местообитание
Расте в широколистни и смесени гори, предимно в планинските райони през пролетта.